# Lidija Anatoljewna Dawydowa
Lidija Anatoljewna Dawydowa (russisch Лидия Анатольевна Давыдова; * 19. Januar 1932 in Leningrad; † 2. März 2011 in Moskau) war eine sowjetische bzw. russische Sopranistin und Kammersängerin.

## Leben
Dawydowa, Tochter eines Chemieingenieurs und einer Sängerin, verwaiste mit 14 Jahren. Ihr Leben wurde nun von ihrer Tante, der Sängerin M. J. Chortik, und ihrem Onkel 2. Grades, dem Pianisten, Komponisten und Musikpädagogen Samuil Feinberg beeinflusst. Sie absolvierte eine Pianistenausbildung in der Musikschule in Leningrad, in der Schule am Leningrader Konservatorium und in Moskau an der Mersljakowski-Schule am Moskauer Konservatorium. Sie studierte dann am Moskauer Konservatorium in der Klasse Nina Jemeljanowas mit Abschluss 1957 als Pianistin. Ihr Traum war allerdings eine Karriere als Sängerin gewesen, und sie hatte bei ihrer Tante Gesang studiert. Achtmal hatte sie vergeblich versucht, in die Gesangsabteilung des Moskauer Konservatoriums und anderer Moskauer Hochschulen aufgenommen zu werden.
Während des Studiums am Moskauer Konservatorium nahm Dawydowa Unterrichtsstunden bei der Gesangspädagogin Dora Beljawskaja, die ihr aber auch nicht eine Sängerin-Karriere zutraute. In Andrei Wolkonskis Suite serkal (Suite der Spiegel) für Sopran und Instrumentalensemble nach einem Text von Federico García Lorca (1960) übernahm sie die Sopran-Partie und debütierte damit 1961 im Kleinen Saal des Moskauer Konservatoriums mit durchbrechendem Erfolg. In den folgenden Jahren nahm sie an Wolkonskis verschiedenen Konzertprojekten teil. Als Wolkonski 1965 das Ensemble Madrigal für Alte Musik gründete, gehörte sie zu den Solisten. Dieses Ensemble präsentierte erstmals in der UdSSR Vokalmusik der Renaissance und des Frühbarock. Nach Wolkonskis Emigration nach Frankreich 1972 leitete sie das Ensemble bis 1983 und dann wieder ab 1992 bis 2008.
Dawydowas Ziel war die Aufführung schwierigster Werke der Kammermusik.
Außer der Alten Musik präsentierte sie als Solistin Werke von Komponisten des 20. Jahrhunderts. Erstmals machte sie das sowjetische Publikum mit Vokalmusikwerken moderner westlicher Komponisten bekannt: Charles Ives, Béla Bartók, Luciano Berio, Anton Webern, John Cage und Paul Hindemith. Auch sang sie Werke russischer Komponisten der Avantgarde: Andrei Wolkonski, Edisson Denissow, Dmitri Smirnow, Sofia Gubaidulina, Alfred Schnittke und Wjatscheslaw Artjomow.
Dawydowa war mit dem Schriftsteller und Künstler Leonard Jewgenjewitsch Danilzew (1931–1997) verheiratet und hatte zwei Kinder.
Dawydowa starb am 2. März 2011 in Moskau und wurde auf dem Chowanskoje-Friedhof begraben.

## Ehrungen, Preise
- Verdiente Künstlerin der RSFSR
- Volkskünstlerin Russlands (2001)